# 고든 밀스
고든 밀스(Gordon Mills, 본명은 고든 윌리엄 밀스(Gordon William Mills), 1935년 5월 15일 ~ 1986년 7월 29일)는 인도에서 출생한 영국의 하모니카 연주자 겸 연예매니저이다.

## 생애
1954년 하모니카 연주자로 첫 데뷔하였고 이후 작사가, 작곡가, 편곡가, 음반 프로듀서, 연예매니저로도 활동하여 잉글버트 험퍼딩크, 탐 존스 등의 가수를 발굴하였다.
1986년 7월 29일, 미국 캘리포니아주 로스앤젤레스에서 위암으로 인하여 향년 51세로 사망했다.